# Le Fratsi
Le Fratsi är en bergstopp i Schweiz. Den ligger i distriktet Monthey och kantonen Valais, i den sydvästra delen av landet, 80 km sydväst om huvudstaden Bern. Toppen på Le Fratsi är 1 764 meter över havet.